# 임채영 (야구인)
임채영(林采永, 1971년 8월 7일 ~ )은 전 KBO 리그 야구 선수인 포수이다.  현대공업고등학교 전학 후 시절 청소년대표에 선발된 선수였으며 삼성 입단 동기 최익성의 드라마 데뷔작인 《2009 외인구단》 기술 자문을  담당하기도 했다.

## 출신학교
- 마산청강고등학교 → 현대공업고등학교 (전학)
- 경남대학교